# The Moscow Times
The Moscow Times è un giornale online indipendente in lingua inglese con sede a Mosca fino al 2022, successivamente trasferita ad Amsterdam, nei Paesi Bassi.
È stato stampato dal 1992 al 2017 ed era distribuito gratuitamente in luoghi frequentati da turisti ed espatriati di lingua inglese come hotel, bar, ambasciate e uffici di compagnie aeree, e anche in abbonamento. Il giornale è popolare tra i cittadini stranieri residenti a Mosca e tra i russi che parlano inglese.
Nel novembre 2015 il giornale ha cambiato la sua grafica e il tipo di uscita passando da quotidiano a settimanale (uscita ogni giovedì) e ha aumentato il numero di pagine a 24 ed è diventato solo online nel luglio 2017.
Il giornale pubblica regolarmente articoli di importanti giornalisti russi come Julija Leonidovna Latynina e Ivan Nechepurenko. Alcuni corrispondenti esteri hanno iniziato la loro carriera al giornale, tra cui Ellen Barry, che in seguito divenne capo dell'ufficio di Mosca del New York Times.
Nel 2023 la Russia lo aggiunge alla lista degli agenti stranieri, e dal luglio 2024 è considerato “organizzazione indesiderata” dalla Procura generale federale russa, secondo cui «il lavoro dell’organo di stampa è finalizzato a screditare le decisioni del governo della Federazione Russa sia in politica estera che interna».